# Cuartel de la Montaña (Madrid)
El cuartel de la Montaña fue una edificación militar de Madrid construida durante el siglo XIX, situada en la montaña de Príncipe Pío. Alcanzó gran notoriedad por tratarse del lugar en el que se inició la sublevación militar de julio de 1936 en la capital española. Resultó prácticamente destruido durante la guerra civil y posteriormente sería demolido.

## Historia

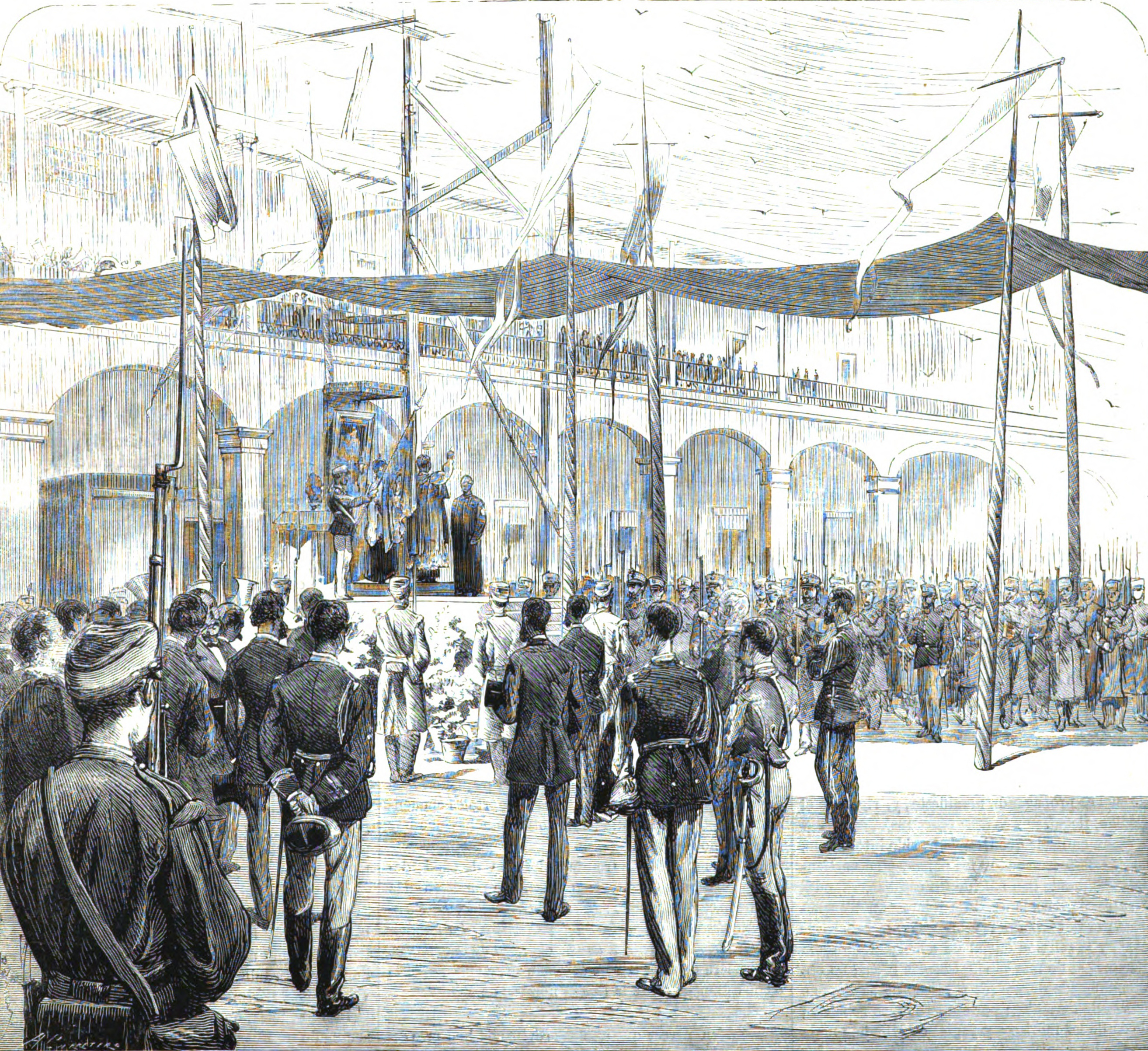
Bendición de la bandera del batallón expedicionario a Cuba número 20 en el cuartel de la Montaña (La Ilustración Española y Americana, 1876)

Se alzaba sobre la montaña del Príncipe Pío de Madrid, sobre el lugar en el que las tropas francesas del ejército de Napoleón fusilaron a los sublevados del alzamiento de 1808. Comenzó a edificarse en 1860 y el promotor fue Ángel Pozas. Las obras, que fueron acometidas por los arquitectos Cirilo Ulibarri y Felipe González Lombardo, terminarían en 1863. El coste de la obra fue de unos 20 millones de reales, bastante elevado para la época, los cuales fueron financiados en buena medida con los fondos obtenidos por el Estado tras la desamortización civil y eclesiástica de 1858-1863 (conocida como desamortización de Madoz).
Se trataba de un sólido edificio de ladrillo y granito de gran sobriedad, de planta cuadrangular y dos patios, con capacidad para albergar una guarnición de 2600 a 3000 soldados de infantería, ingenieros y un grupo de alumbrado

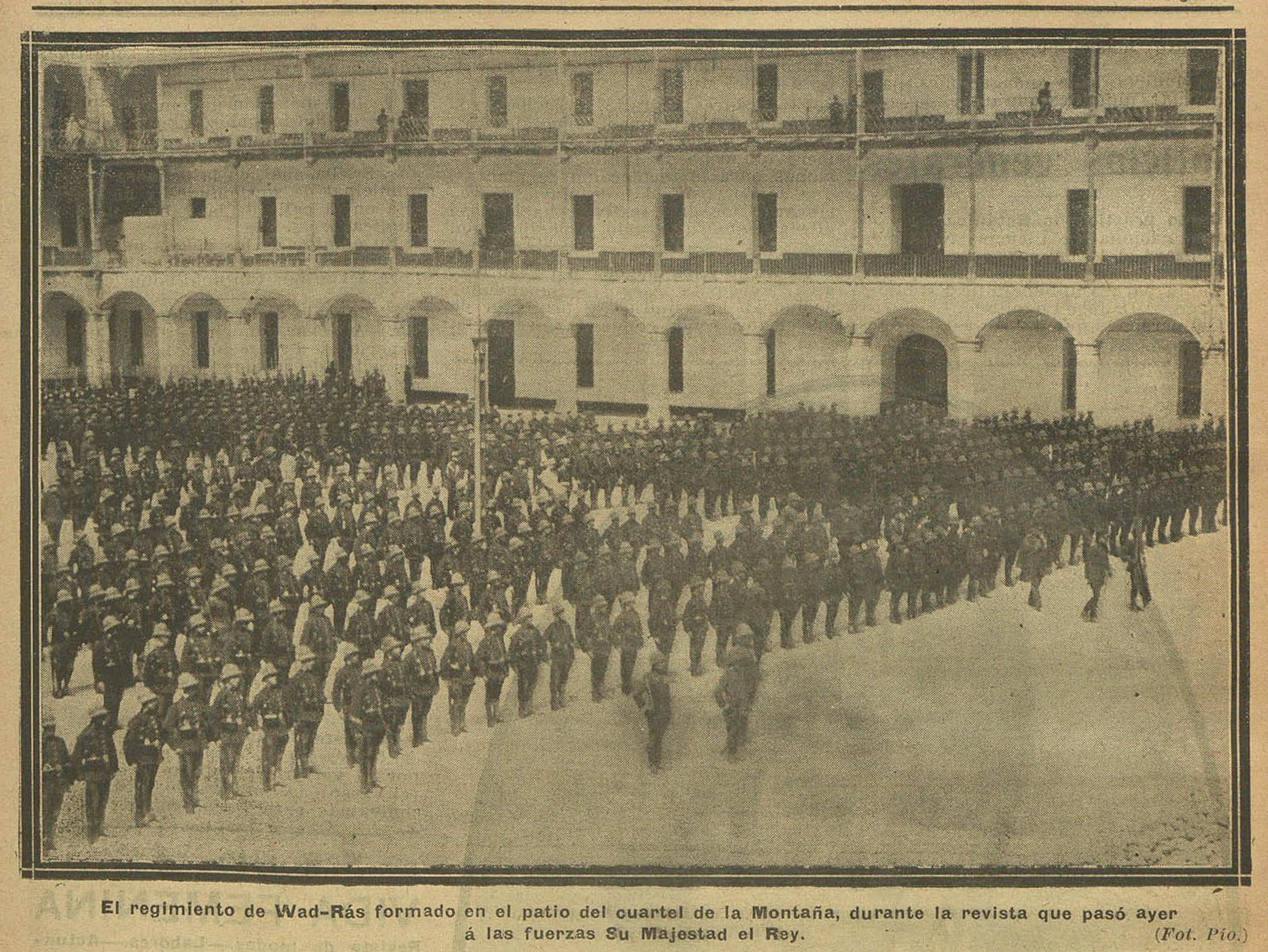
Patio del cuartel durante una revista de tropas en 1917

El cuartel se construyó en lo que entonces eran los arrabales de Madrid, constituyendo el primer punto del camino militar que, arrancando en el principio de la calle de Bailén, pasaba frente al Palacio Real y el declive de la calle de Segovia, debiendo terminar en las Vistillas de San Francisco y cuartel del mismo nombre, que no llegó a edificarse. Su relevancia, sin embargo, proviene de su papel en la sublevación militar de 1936 en Madrid.

### Guerra civil
En julio de 1936 el cuartel era sede del Regimiento de Infantería «Covadonga» n.º 4, bajo el mando del coronel Moisés Serra Bartolomé.
El 19 de julio de 1936, el general Fanjul, militar sin mando de tropas en Madrid, pero encargado de la sublevación de la ciudad, entró, vestido de civil, en el cuartel de la Montaña. Sin embargo, en lugar de salir con las tropas para tomar los puntos vitales de la capital, proclamó simplemente el estado de guerra y se hizo fuerte junto con 1500 de sus hombres (de los cuales unos 140 eran Cadetes de permiso en la capital) y unos 180 falangistas. Esperaba que llegasen refuerzos desde las guarniciones de Campamento, Getafe y Cuatro Vientos, lugares todos ellos en donde la rebelión sería sofocada poco después. En el Cuartel de la Montaña se guardaban varias decenas de miles de cerrojos de fusiles, cuya falta hacía inútiles los correspondientes fusiles, en manos del gobierno.

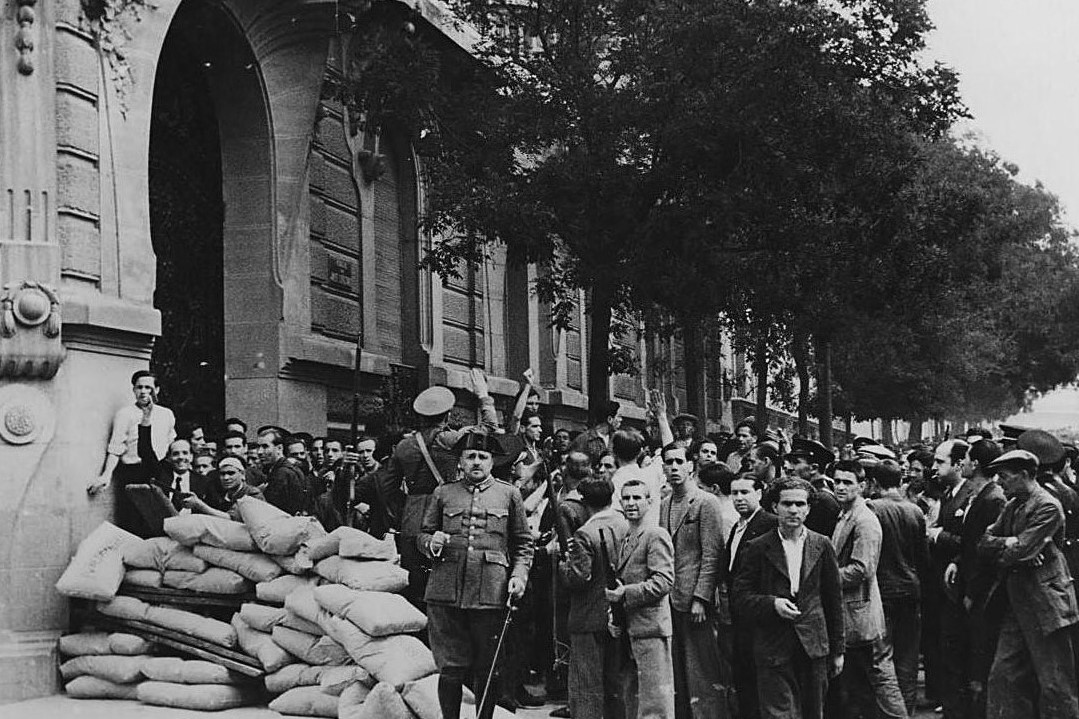
Barricadas en el Cuartel se la Montaña tras el Golpe de Estado de julio de 1936.

Esa tarde, el cuartel fue rodeado por tropas leales al gobierno de la República, Guardia de Asalto, Guardia Civil y milicias populares, fuertemente armadas (artillería de 105 y 155 mm, aviación,...). Al amanecer del día 20, se inició el cañoneo del cuartel dirigido por el teniente de artillería Orad de la Torre. Los sublevados solo resistieron algunas horas. Las diferencias de opinión entre los propios sublevados llevaron a unos a enarbolar la bandera blanca mientras otros seguían disparando sobre los asaltantes. Cuando se utilizó la aviación contra ellos, la Guardia Civil logró forzar la toma del cuartel, siendo prácticamente destruido en el intento. La entrada de los milicianos asaltantes se tradujo en el asesinato de la mayor parte de los sublevados, especialmente los oficiales-cadetes (noventa de unos ciento cuarenta) y los falangistas. Se contabilizaron entre 500 y 900 muertos. El teniente Moreno, de la Guardia de Asalto, capturó al general Fanjul, a su hijo, teniente médico, y a otros oficiales, enviándolos a prisión. Tras ser juzgados el 15 de agosto por rebelión militar, se les fusiló ese mismo mes.
El edificio, que ya había resultado dañado durante el asedio y posterior asalto, recibió durante la guerra el impacto de numerosos proyectiles de artillería debido a su cercanía con la línea del frente, prácticamente estabilizada desde inicios de 1937. Hacia el final de la contienda era ya tan solo un conjunto de ruinas irrecuperables, algunas de las cuales podían aún verse a principios de los años sesenta.

### Franquismo

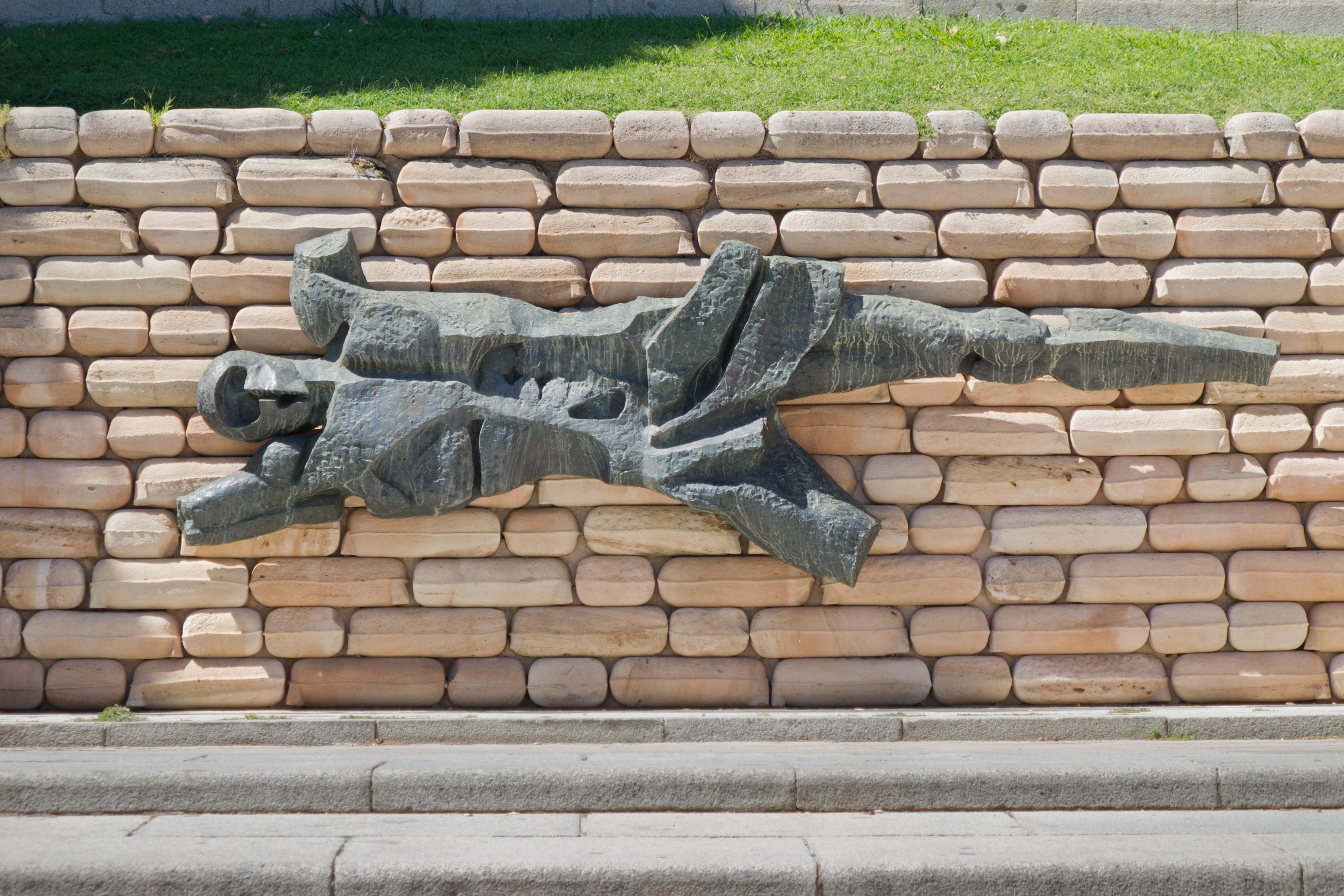
Monumento erigido en 1972 recordando a los caídos en el cuartel

A pesar del estado ruinoso del edificio, recién terminado el conflicto bélico las tropas franquistas habilitaron el lugar como campo de concentración de prisioneros republicanos en abril de 1939. Durante cinco días llegaron a hacinarse allí más de 4000 prisioneros, custodiados por el Regimiento de Infantería San Quintín n.° 21.

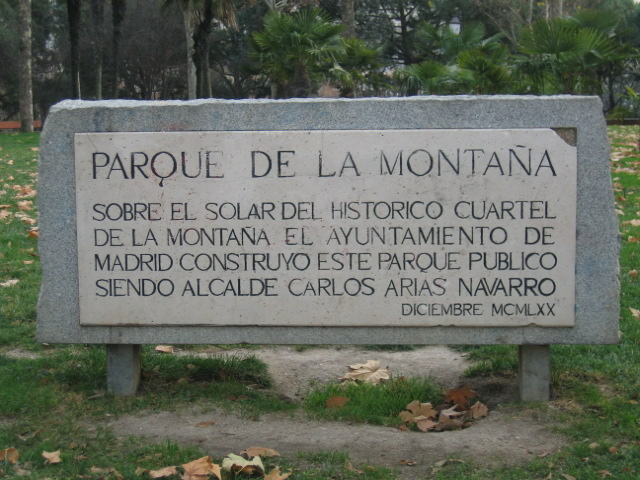
Placa conmemorativa.

Después de la guerra se barajaron diversas ideas para aprovechar el solar, como por ejemplo, la edificación de la Casa de la Falange o la construcción de un nuevo ministerio. Ningún proyecto salió adelante y el solar fue finalmente cedido al Ayuntamiento de Madrid para que lo destinase a jardín público.
El parque del Cuartel de la Montaña fue inaugurado el 20 de julio de 1972, y en recuerdo de los hombres que murieron en su defensa se erigió un monumento realizado por Joaquín Vaquero Turcios y compuesto por una figura de bronce que representa el cuerpo de un hombre mutilado, colocada en el centro de un paredón construido en forma de sacos terreros.
El mismo día también fue inaugurado el templo de Debod en el mismo parque, situado en el solar que ocupó el cuartel.